# Тврдошин (район)
Район Тврдошин (словац. Okres Tvrdošín) — район Жилинского края Словакии.

## Население
| Год:                | 1994   | 2004    | 2014    | 2024    |
| ------------------- | ------ | ------- | ------- | ------- |
| Количество человек: | 33 588 | 35 541  | 36 066  | 35 749  |
| Разница:            |        | +5,81 % | +1,47 % | −0,87 % |

### Статистические данные (2001)
Национальный состав:
- Словаки — 98,9 %

Конфессиональный состав:
- Католики — 95,0 %
- Лютеране — 0,7 %